# Îlot des Capucins
Die Îlot des Capucins (Inselchen der Kapuziner) im Atlantischen Ozean ist eine felsige Insel an der Pointe des Capucins in Roscanvel auf der Nordseite der Crozon-Halbinsel im Département Finistère in der Bretagne in Frankreich. Ihr Name stammt von einem Felsen in der Nähe der Insel, der die Form eines betenden Mönches hat.

## Festungsanlage
Die strategische Festung „Fort des Capucins“ wurde 1848 nach alten Plänen von Sébastien Le Prestre de Vauban (1633–1707) erbaut. Durch ihre Artilleriebatterien kontrollierte sie zusammen mit dem Fort de la Fratenite auf der Îlot du Diable und dem Fort du Petit Minou im Norden (bei Kérangoff westlich von Brest) den Zugang zur 3,0 km langen und 1,5 km breiten Meerenge von Brest und die Bucht von Camaret-sur-Mer. In den 1880er und 1890er Jahren wurden zahlreichen Anpassungen vorgenommen. 1917 wurden die beiden 47-Tonnen-Kanonen zerlegt. 

Îlot des Capucins mit dem Fort
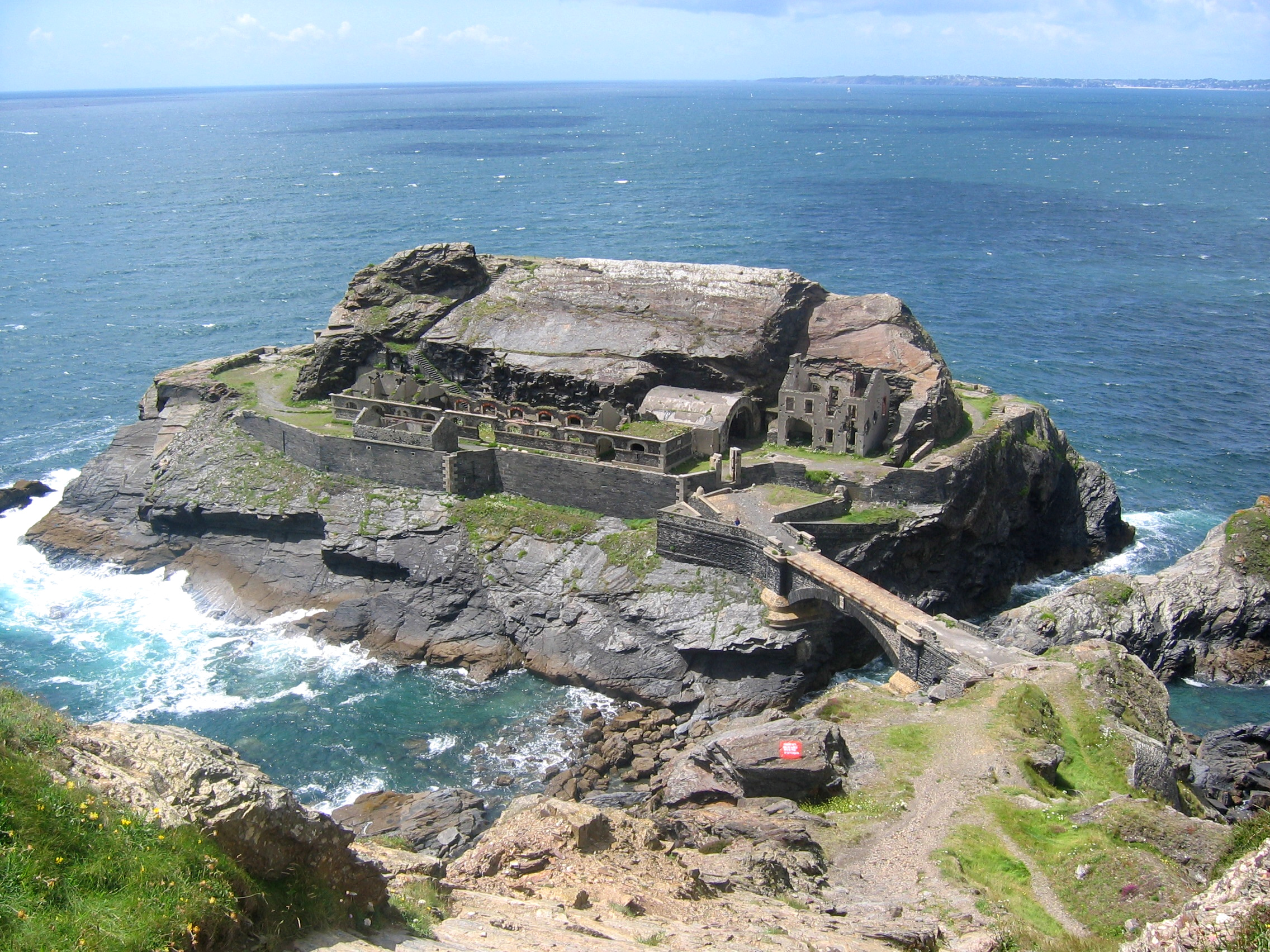
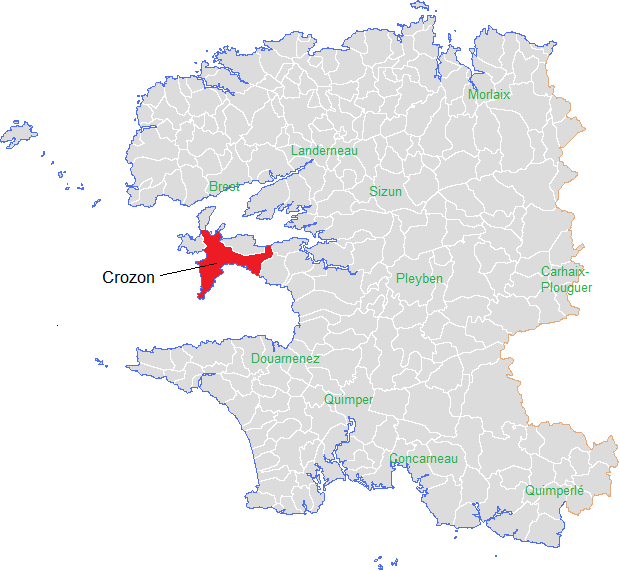
Lage
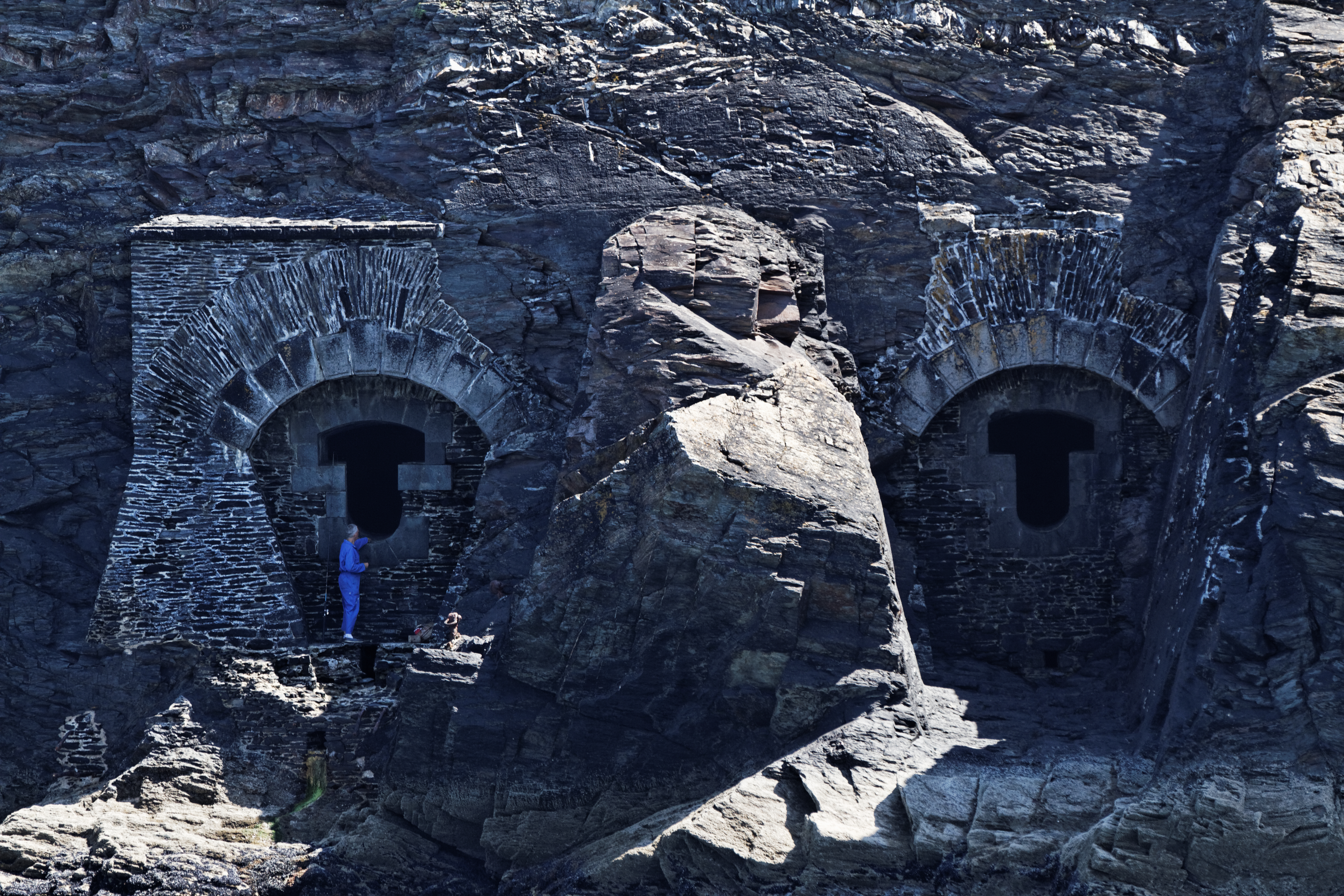
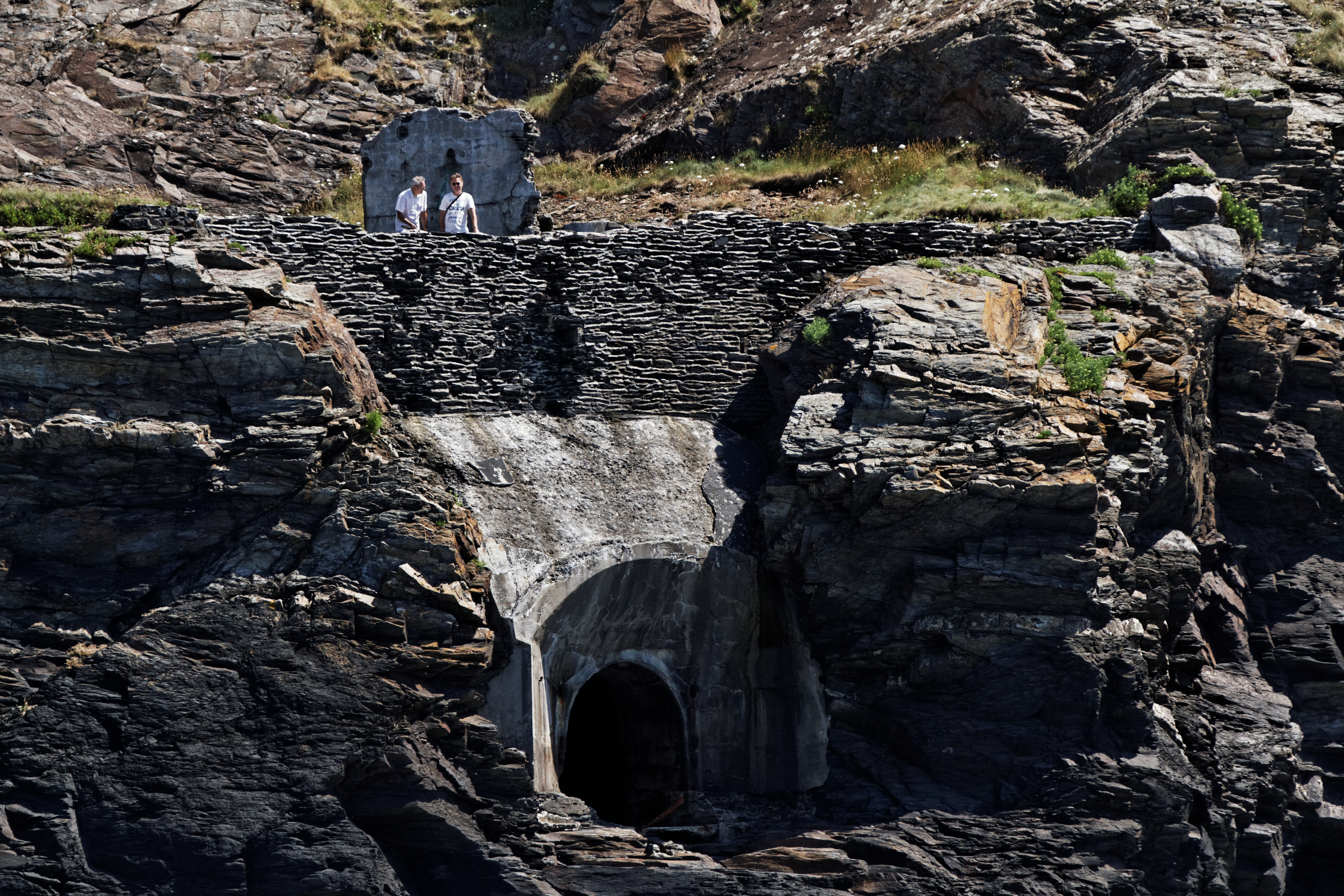
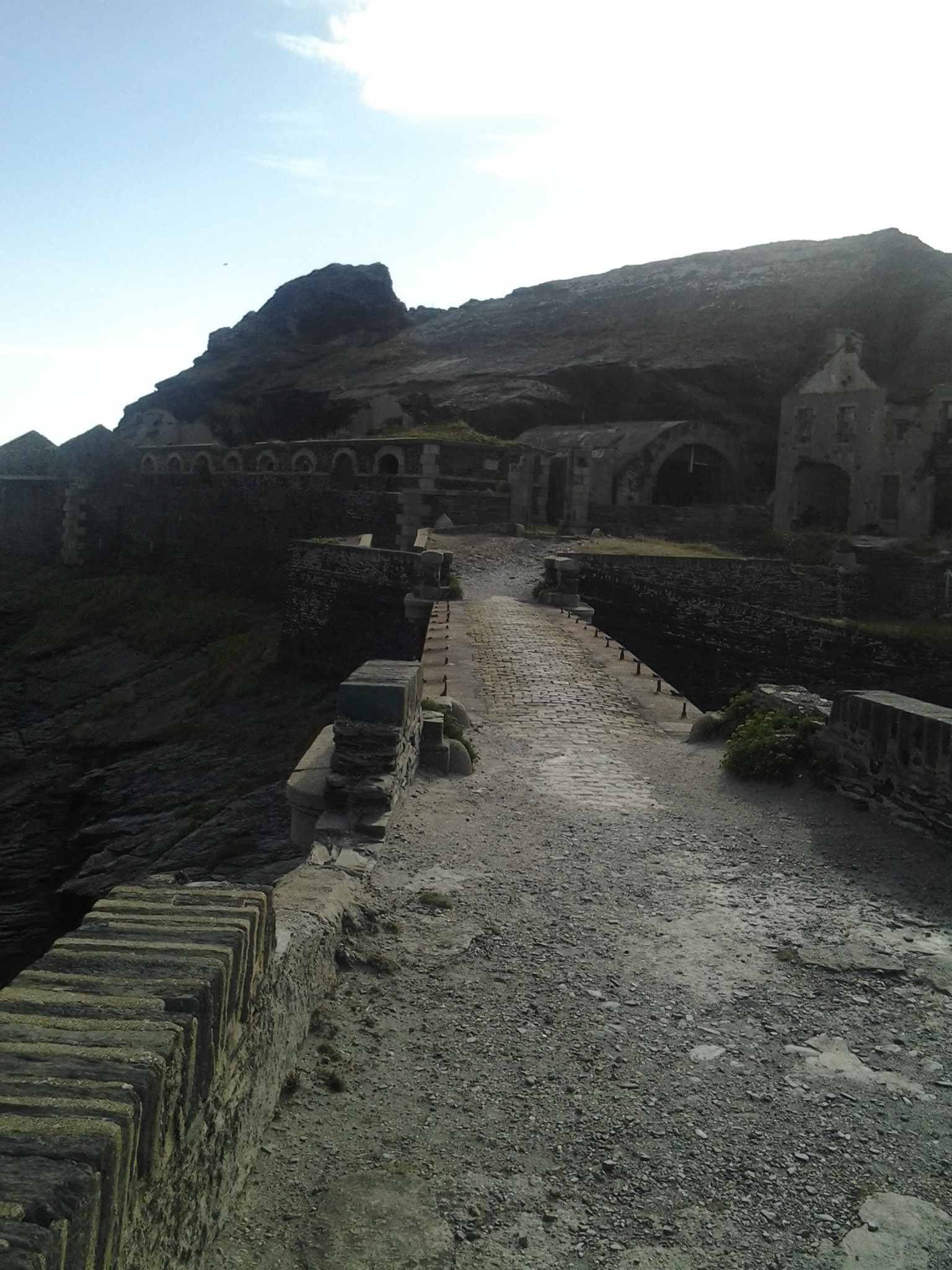

Die Kasernen bestehen aus Schiefer und Granit und fügen sich in die Landschaft ein. Die Insel ist durch eine Brücke aus dem Jahre 1859 mit dem Land verbunden. Das Fort wurde im Zweiten Weltkrieg durch Bomben schwer beschädigt.